# Literatura en urdu

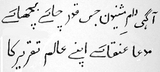
Poema de Ghalib en escritura nastaliq.

Por literatura en urdu, a veces también simplemente literatura urdu, se entiende aquella literatura realizada en lengua urdu, que floreció gracias a la invasión islámica de la India, tras las campañas militares de Mahmud de Gazni (siglo XI). El urdú es el resultado de una base morfológica indoeuropea, en la que se han incluido numerosos préstamos de palabras árabes y persas, sobre todo bajo la influencia decisiva ejercida durante el Medioevo por la literatura persa. 
La literatura urdu nace precisamente en el Medioevo y se difunde progresivamente en el subcontinente indio, partiendo de las regiones occidentales; sigue siendo la principal literatura en Pakistán, además de estar difundida y ser apreciada en la India, sobre todo en los ambientes musulmanes (hay que recordar que cerca del 10% de los indios son musulmanes). Esta literatura mantuvo su continuidad incluso después de 1857, fecha de la rebelión de los sepoys y la caída definitiva del Imperio mogol, lo que produjo una rápida pérdida de influencia de las élites musulmanas, para continuar tras la separación de la India y Pakistán en 1947, hasta nuestros días.

## Historia

### Periodo Dajini
En 1322 la dinastía Tughlaq llegó a Daulatabad, en el sur de la India, y la conquistó. Poco a poco, el dominio se divide en varias dinastías, cuyos centros de poder más importantes son Bijapur, Golconda y Gulbarga, ciudades en las que nace la primera literatura en urdu.

### Periodo de Delhi
Entre el siglo XVI y XVIII floreció el Imperio mogol y con él la literatura urdu. Delhi se convirtió en un importante centro de cultura, siendo capital del Imperio mogol. Característico de este periodo son los modos, estilos y motivos en buena parte traídos de la prestigiosa tradición poética de la literatura persa, que convivirá de ahora en adelante con la urdu, hasta el punto de que poetas y escritores de la corte son bilingües en persa y urdu. Así emergieron, entre otros, los que han sido considerados los cuatro pilares del periodo clásico de la literatura en urdu, todos ellos de Delhi: Mirza Sauda, Mazhar, Dard, Mir Taqi Mir. 
Tras el periodo dorado que representa el gobierno del emperador Akbar (segunda mitad del siglo XVI), caracterizado por la gran tolerancia y el intercambio cultural e interreligioso, se inició en 1658 la decadencia con el emperador Aurangzeb, que dirigió el imperio con una política represiva e intolerante. En consecuencia se produjeron rebeliones en diversas zonas, como las de los sij o de los maratta. A la muerte de Aurangzeb comienza un proceso de desintegración del imperio y muchas regiones se hicieron independientes. Pero el golpe de gracia llegó a mediados del siglo XVIII, primero con la invasión devastadora del emperador persa Nadir Sah y posteriormente con la de su general Durrani.

### La corte de Lucknow
El poder imperial de su disgregando y la literatura se resintió. Lo poetas comenzaron a retirarse hacia Lucknow, en el estado de Awadh, independiente desde 1722 gracias al nawab Sa'adat Khan. Así se abre la fase de Lucknow de la literatura en urdú, en la que, además de los temas religiosos, se da espacia a los cantos profanos, las cantos de amor y la crítica social.
Emergieron interesantes voces de escritores, siendo los más importantes del periodo: Jurat, Inshallah Khan, Ranghin, Nasikh, Atish.

### II periodo de la escuela de Delhi

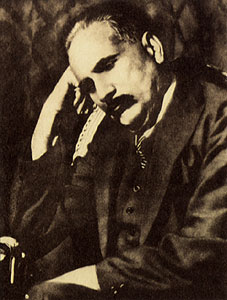
Muhammad Iqbal.

En un momento dado, Delhi retoma el liderazgo cultural y se inicia el denominado II periodo de la escuela de Delhi, del que emerge, entre otros,  Mirza Ghalib, autor de numerosos y bellísimos gazal. Sin embargo, el escritor más célebre sigue siendo Muhammad Iqbal, autor bilingüe persa urdú, fallecido en 1938, famoso por sus canciones, pero sobre todo por un espléndido poema en persa, el Javed-name («El poema eterno»), inspirado libremente en la Divina comedia de Dante y la obra de Goethe.
Durante el siglo XIX, influenciado por la novela europea, se desarrolla la narrativa, con numerosas novelas de inspiración variada, aunque en clave de crítica social, que retratan la realidad cotidiana. Un centro importante de la prosa en urdú fue Fort William College situado en Calcuta, símbolo del imperialismo inglés en la India. Entre los autores destacaron Mir Amman, Mirza Hadi Ruswa y Sharar.

### Desde la fundación de Pakistán
Tras la fundación de Pakistán en 1947, causa de una interminable serie de tensiones y conflictos con la India, la literatura en urdú se ha convertido en un importante factor identitario de los musulmanes del subcontinente. En efecto, no sólo escritores pakistaníes escriben poesía o narrativa, sino que numerosos escritores musulmanes de la Unión India lo emplean.
Sin embargo es en Pakistán donde se ha difundido en mayor medida entre los escritores, que al igual que los escritores indios, mantienen un bilingüismo inglés urdú. Así, en algunos casos, los autores han pasado directamente al inglés, en perjuicio del urdú, como es el caso de los escritores pakistaníes (o de origen pakistaní) más famosos en el extranjero, Hanif Kureishi y Tariq Ali, o también Nadeem Aslam y Mohammed Hanif, todo ellos autores de fama internacional, cuyas novelas han sido traducidas a diversas otras lenguas europeas.

## Formas literarias

### Poesía
En la tradición poética urdú, la mayoría de los autores poseen un seudónimo llamado takhallus, que puede ser tanto una parte del nombre del poeta como alguna otra palabra que adopta como identidad. La convención tradicional es la de colocar el seudónimo al final del nombre; así «Ghalib», cuyo nombre oficial y título era «Mirza Asadullah Beg Khan», es llamado formalmente «Mirza Asadullah Khan Ghalib» o en el habla común como «Mirza Ghalib». Debido a que el takhallus puede ser una parte del nombre, algunos poetas poseen elementos repetidos, como Faiz Ahmad Faiz.
En Pakistán, la poesía urdú se escribe en caligrafía nastaliq estándar de la escritura persa. Sin embargo, en la India, donde la poesía urdú es muy popular, la escritura persa a menudo está transliterada a escritura devanagari, como ayuda a los hablantes de hindí, que entienden urdú, pero no pueden leer la escritura persa. Con la llegada de internet, esta poesía se encuentra a menudo transliterada al alfabeto romano.

#### Lastazkirasy otras colecciones de poesía
Las tazkiras son compilaciones de memorias literarias que incluyen versos y máximas de los grandes poetas, junto con información biográfica y comentario sobre su estilo. A menudo no son más que colecciones de nombres, con una línea o dos de información sobre cada poeta, seguidas de un ejemplo de su poesía. Por otra parte, pueden ser una completa historia de la poesía urdú, con copiosos ejemplos ilustrativos.
Realmente no existen tazkiras completas. Las mejores dan detalles biográficos, pero fallan en su crítica literaria, por lo que dan poca información sobre el estilo o el poder poético, y aún menos del contenido de los poemas. Incluso en grandes antologías no se realiza una revisión sistemática de la obra de los autores. La mayoría tienen los nombres en orden alfabético, pero algunas prefieren el orden histórico. La mayoría sólo incluye poemas y las citas, elegidas al azar, no ilustran la poesía.
Otras formas de colecciones de poesía urdú son el diván, que es una colección de poemas, habitualmente gazales, y el kulliyat, literalmente es una colección completa de pomas de un autor, pero se suele emplear para cualquier colección de poemas de diferentes tipos.

#### Formas poéticas
Las principales formas poéticas en urdú son:
GazalHabitualmente un poema corto de amor, a veces sobre otros temas. Estrictamente hablando, debería tener la misma rima en todas sus estrofas. Los gazal urdús son en general artificiosos y convencionales.
CasidaUn tipo de oda, a menudo un panegírico a un benefactor, a veces una sátira, otras, un poema sobre un acontecimiento de importancia. En general, es más largo que un gazal, pero sigue el mismo tipo de rima.
Marsiya o elegíaCasi siempre sobre la muerte de Hasan y Husain o sus familias, pero ocasionalmente dedicado a la muerte de familiares o amigos. Habitualmente realizado en stanzas de seis líneas con rima aaaabb. La recitación de estas elegías en los diez primeros días del muharram es uno de los acontecimientos mayores en la vida de un musulmán. Una marsiya completamente desarrollada es siempre un poema épico. Entre los poetas más famosos que han realizado marsiyas siguiendo la tradición de Mir Anis se pueden mencionar a Mir Nawab Ali Munis, Dulaha Sahab Uruj, Mustafa Meerza urf Piyare Sahab Rasheed, Syed Muhammad Mirza Uns, Ali Nawab Qadeem, Syed Sajjad Hussain Shadeed Lucknavi, Allama, Dr. Syed Ali Imam Zaidi y Gauher Luckhnavi, biznieto de Mir Babber Ali Anis.
 MasnaviEn la mayoría de los casos se trata de un romance poético. Se puede extender durante varios miles de estrofas, pero en general es muchos más corto. Algunos masnavis tratan de ocurrencias ordinarias domésticas; Mir y Sauda escribieron algunos. La rima es siempre en pareados y la métrica más habitual es el tertrámetro báquico con yambo.
NazmEl nazm urdú es una de las principales formas de poesía, que posee una identidad propia. Históricamente son representantes notables de esta forma poética Nazeer Akarabadi, Iqbal, Josh, Firaq, Akhtarul Iman hasta Zahida Zaidi, Paigham Afaqui y Farhat Ehsas. Representantes modernos en Pakistán son Aftab Iqbal Shamim y Waheed Ahmed. Los poemas tratan de la vida normal, el pensamiento filosófico, asuntos nacionales y las dificultades de los individuos.

### Eldastaan
La literatura en urdú está tradicionalmente más cercana a la poesía que a la prosa, sin embargo existe un componente narrativo que se reduce prácticamente al dastaan (داستان), largas historias de carácter épico, a menudo de origen persa, que tratan sobre criaturas mágicas y asuntos fantásticos, en una historia extremadamente complicada.
Desde su origen en Irán, el dastaan se ha ido extendiendo gracias a bardos y contadores de cuentos, contaminándose de motivos «viajeros» tomados del folclore del Oriente Medio, Asia Central y en norte de la India, además de motivos de la literatura clásica, siendo especialmente popular en la literatura en urdú. Existen otros género similares en Oriente, como son como el masnawi persa, el gissa punyabí, el waqayati bait del Sind, etc. y también es reminiscente de la novela europea.
Esta forma de literatura popular fue posteriormente recogida por autores individuales. El dastaan más antiguos conocidos dentro de la literatura en urdú son el Dastan-i-amir hamra, escrito a principios del siglo XVII, y el desaparecido Bustan-iJayal («El jardín de la imaginación» o «El jardín de Jayal») de Mir Taqi Jayal (fallecido en 1760). La mayoría de la narrativa dastaan fue recogida a principios del siglo XIX, entre los que se incluyen Bagh-oBahar («El jardín y fuente»') de Mir Amman, Mazhab-i-Lshq («La religión del amor») de Nihalchand Lahori, Araish-i-Mahfil («El adorno de la asamblea») de Hyderbakhsh Hyderi y Gulzar-i-Chin («La cama de flores de Chin») de Khalil Ali Khan Ashq.

### Novela
Uno de los primeros autores en escribir novela en urdú ha sido Nazeer Ahmed, que publicó en 1868–1869 Mirat-al-Urus («El espejo de la novia»). La novela ha tenido tal éxito, que ha sido reeditada desde entonces hasta reunir las 100.000 copias y ha sido traducida al bengalí, al braj, al cachemiro, al guyaratí y al inglés. Nazeer Ahmed también escribió Bina-tul-Nash («Las hijas de la Osa Mayor»), Taubat-un-Nasuh («El arrepentimiento de Nasuh», 1873-1874) y Fasaana-e-Mubtalaa (1885), novelas moralizantes. En 1899 se publicó Umrao Jaan Ada (urdú: امراؤ جان ادا) de Mirza Hadi Ruswa, considerada por algunos como la primera novela en urdú.
La novela urdú comenzó dedicándose a los temas sociales, ampliando posteriormente la temática a la vida social rural. Bajo el movimiento de los escritores progresistas, inspirados por Sajjad Zaheer, se comenzó a tematizar el cambio de los tiempos. Posteriormente, el inmenso impacto producido por el horror de la partición de Pakistán y la India causó que la novela tratara sobre la identidad y la migración, como se puede comprobar en las obras mayores de Abdullah Hussain y Quratul Ain Haider.
Hacia finales del siglo XX, la novela se tornó hacia la vida y las realidades contemporánea y las aspiraciones de las jóvenes generaciones de la India. Las principales novelas de los escritores en urdú de la India demuestran una nueva confianza en la vida contemporánea, como las novela Makaan de Paigham Afaqui, Do Gaz Zameen de Abdus Samad o Pani de Ghazanfer. Estas novelas, y sobre todo la primera, han sacado a la novela en urdú del trauma de la partición y la identidad, llevándola al tratamiento de la vida moderna en la India. Makaan ha sido traducida al inglés y es conocida por la importancia dada a los personajes femeninos, de hecho, se considera la primera y mejor novela feminista en urdú. De hecho, el impacto de Makaan fue tal, que muchos escritores en inglés como Vikram Seth se volvieron hacia la novela y la producción de ficción en urdú se ha incrementado notablemente, como muestran los ejemplos Andhere Pag de Sarwat Khan, Numberdar Ka Neela de S. M. Ashraf y Fire Area de Ilyas Ahmed Gaddi.

### Afsanaho historia corta
La literatura en urdú incluye la historia corta desde hace algo más de cien años. Durante este tiempo ha pasado por algunas fases de brillantez, como los inicios del romanticismo, el movimiento progresista, el modernismo y la época actual. Las historias cortas en urdú han tratado un amplio espectro de temas, tratando algunas de las más famosas sobre la partición de Pakistán y la India, y la violencia generada. Hacia finales del siglo pasado, la historia corta descubrió la complejidad de la vida diaria.
Aunque diversos escritores y escritoras han contribuido a la historia corta en su primera fase, incluyendo historias tanto románticas como de crítica social, la historia corta cristalizó como una parte intrínseca de la literatura urdú en los escritos de Munshi Premchand; entre sus historias más notables se cuentan «Kafan» y «Poos Ki Raat». El género volvió a ganar momento con la publicación de Angare, una colección de muchos autores de hacia finales de la vida de Premchand. Escritores como Ghulam Abbas, Manto, Rajinder Singh Bedi, Krishan Chander e Ismat Chughtai, por nombrar unos pocos, convirtieron la historia corta en un género mayor. 
La siguiente generación de escritores incluyó a Qurratulain Hyder, Qazi Abdul Sattar y Joginder Paul. Posteriormente, las generaciones más jóvenes continuaron la tradición con escritores como Zahida Hina y Paigham Afaqui, Syed Mohd Ashraf y Salam Bin Razzaq.